# Луций Аврелий Котта (консул 65 года до н. э.)
Лу́ций Авре́лий Ко́тта (лат. Lucius Aurelius Cotta) — древнеримский политический деятель из плебейского рода Аврелиев, консул 65 года до н. э., цензор 64 года до н. э. Во время своей претуры в 70 году до н. э. провёл судебную реформу.

## Происхождение
Луций Аврелий принадлежал к влиятельному плебейскому роду Аврелиев, представитель которого впервые достиг консульства в 252 году до н. э. Капитолийские фасты называют преномен отца Луция — Марк; больше о Марке Аврелии Котте ничего не известно. Э. Бэдиан предположил, что этот нобиль мог быть младшим сыном Луция Аврелия Котты, консула 144 года до н. э., но тут же уточнил, что «мы не можем определить точное положение отца на генеалогическом древе».
Матерью Луция Аврелия была сестра Публия Рутилия Руфа, консула 105 года до н. э., «нового человека», близкого к могущественному семейству Метеллов. У Луция было двое старших братьев — Гай, консул 75 года до н. э., и Марк, консул 74 года до н. э. Существует гипотеза, что его сестрой была Аврелия, мать Гая Юлия Цезаря, но происхождение этой матроны в любом случае неизвестно, за исключением самого факта какого-то родства с братьями Коттами.

## Биография
Предположительно в молодости Луций Аврелий был монетарием. Даты его квестуры и эдилитета неизвестны. Возможно, первое упоминание о нём в источниках относится к 82 году до н. э. Светоний упоминает некоего Аврелия Котту в биографии Гая Юлия Цезаря: когда Сулла во время проскрипционных убийств приказал убить и Цезаря, «родственники и свойственники» последнего, Аврелий Котта и Мамерк Эмилий Лепид Ливиан, умоляли диктатора о милосердии. Тот после долгого сопротивления «сдался, но воскликнул, повинуясь то ли божественному внушению, то ли собственному чутью: „Ваша победа, получайте его! но знайте: тот, о чьём спасении вы так стараетесь, когда-нибудь станет погибелью для дела оптиматов, которое мы с вами отстаивали: в одном Цезаре таится много Мариев!“» Предположительно под Аврелием Коттой имеется в виду либо Луций, либо его брат Гай.
Первая ступень карьеры Луция Аврелия, о которой сохранилась надёжная информация в источниках, — претура 70 года до н. э. Консулы этого года, Гней Помпей Великий и Марк Лициний Красс, занялись отменой законов, принятых диктатором Луцием Корнелием Суллой, и Котта принял в этом участие. Он внёс предложение о реформе специализированных судов, quaestiones perpetuae (не исключено, что до этого рассматривался другой, более радикальный, проект реформы). Схема комплектования судебных коллегий из одних сенаторов была отменена, но простого возврата к системе Гракхов, когда в коллегиях были только всадники, не произошло. Теперь на одну треть суды состояли из сенаторов, на вторую из всадников, а на третью — из эрарных трибунов (зажиточных граждан, которые не попадали в категорию всадников). Это решение характеризуется как компромиссное либо как популистская уступка. Тем не менее реформа надолго устранила один из главных источников разногласий в обществе.
В 66 году до н. э. Луций Аврелий выдвинул свою кандидатуру в консулы на следующий год. Он проиграл выборы Публию Автронию Пету, но тут же вместе со своим товарищем по несчастью Луцием Манлием Торкватом обвинил Пета и второго победителя, Публия Корнелия Суллу, в подкупе избирателей. Суд признал обвинение справедливым и лишил консулов-десигнатов должности и права продолжать политическую деятельность. Были проведены повторные выборы, на которых победу одержали Котта и Торкват. Источники связывают с этими событиями возникновение «первого заговора Катилины», в котором участвовали Луций Сергий Катилина, Сулла, Пет, а также, по некоторым данным, Марк Лициний Красс и Гай Юлий Цезарь. Заговорщики планировали в январские календы 65 года до н. э. убить Котту и Торквата и захватить власть, но об их планах стало известно, и сенат предоставил консулам охрану. Многие исследователи считают эту историю всего лишь пропагандистским мифом, разработанным врагами Цезаря.
Цензоры 65 года до н. э., Марк Лициний Красс и Квинт Лутаций Катул Капитолин, досрочно сложили полномочия, поскольку не смогли прийти к согласию по принципиально важным вопросам. Поэтому были организованы новые выборы, одним из победителей которых стал Луций Аврелий; имя его коллеги неизвестно. Информация о цензуре Котты сохранилась благодаря единственному упоминанию — в плутарховой биографии Марка Туллия Цицерона. Там сообщается, что Луций Аврелий был цензором, когда Цицерон добивался консулата. Котте и его коллеге ничего не удалось сделать из-за противодействия народных трибунов, боявшихся исключения из сената.
Луций Аврелий присутствовал на заседании сената 5 декабря 63 года до н. э., когда была решена судьба сторонников Катилины, остававшихся в Риме. Позже он предложил назначить благодарственное молебствие по случаю разгрома заговора и получил всеобщую поддержку. 1 января 57 года Котта предложил считать недействительным закон Публия Клодия Пульхра, на основании которого Цицерон был вынужден удалиться в изгнание; он даже заявил, что, будь он на тот момент цензором, он включил бы имя Цицерона в список сенаторов. Вскоре после этого Марк Туллий действительно смог вернуться в Рим.
Следующее упоминание о Луции Аврелии относится к январю 49 года до н. э. В это время Гней Помпей готовился к войне с Гаем Юлием Цезарем и при поддержке сената распределял провинции между своими сторонниками. «По частному соглашению помпеянской партии» Котта и ещё один родственник Цезаря, Луций Марций Филипп, не были приглашены к жеребьёвке. В 44 году до н. э. он был квиндецемвиром. Ходили слухи, что он собирается внести предложение о провозглашении Цезаря царём, поскольку только царь может победить парфян.
В последний раз Луций Аврелий упоминается в источниках в сентябре 44 года до н. э., спустя полгода после убийства Цезаря. Цицерон пишет, что Котта «ввиду какого-то рокового отчаяния, как он говорит, реже приходит в сенат».

## Оценки
Плутарх пишет, что Луций Аврелий был «большим пьяницей» и рассказывает в связи с этим об одной из острот Марка Туллия Цицерона, относящейся ко времени цензуры Котты. «Как-то раз, утоляя жажду, Цицерон молвил друзьям, стоявшим вокруг: „Я знаю, вы боитесь, как бы цензор не разгневался на меня за то, что я пью воду, — и вы правы“». Но тот же Марк Туллий в своих речах называет Луция Аврелия «дальновиднейшим мужем и лучшим другом государству», «мужем выдающихся дарований и величайшего ума».